# Platinum 9 Disc
„Platinum 9 Disc“ е деветият студиен албум на японската група Morning Musume издаден на 18 март 2009 година от Zetima Records. Албумът достига 13-а позиция в японската класацията за албуми.

## Списък с песните

### CD
1. „SONGS“ – 4:39
2. „Resonant Blue“ (リゾナント ブルー) – 4:52
3. „Ame no Furanai Hoshi dewa Aisenai Darō?“ (雨の降らない星では愛せないだろう? „We Can't Love Each Other On a Planet Where No Rain Falls, Can We?“) – 4:17
4. „Take off is now!“ – 4:14
5. „Naichau Kamo“ (泣いちゃうかも „I Might Cry“) – 4:35
6. „Watashi no Miryoku ni Kizukanai Donkan na Hito“ (私の魅力に 気付かない鈍感な人 „The Insensitive Person Who Didn't Notice My Charm“) – 4:21
7. „Guru Guru Jump“ (グルグルJump „Round and Round Jump“) – 3:54
8. „Mikan“ (みかん) – 4:27
9. „Jōnetsu no Kisu o Hitotsu“ (情熱のキスを一つ „One Passionate Kiss“) – 4:33
10. „It's You“ – 3:44
11. „Onna ni Sachi Are“ (女に 幸あれ „Fortune to Women“) – 4:15
12. „Kataomoi no Owari ni“ (片思いの終わりに „At the End of an Unrequited Love“) – 4:51
13. „Kanashimi Twilight“ (悲しみトワイライト „Sorrowful Twilight“) – 3:45

### Лимитирано издание DVD
1. „Naichau Kamo (версия с Ай Такахаши)“ (泣いちゃうかも(версия с 高橋愛))
2. „Naichau Kamo (версия с Риса Ниигаки)“ (新垣里沙)
3. „Naichau Kamo (версия с Ери Камеи)“ (亀井絵里)
4. „Naichau Kamo (версия с Саюми Мичишиге)“ (道重さゆみ)
5. „Naichau Kamo (версия с Рейна Танака)“ (田中れいな)
6. „Naichau Kamo (версия с Кохару Кусуми)“ (久住小春)
7. „Naichau Kamo (версия с Айка Мицуи)“ (光井愛佳)
8. „Naichau Kamo (версия с Джун Джун)“ (ジュンジュン)
9. „Naichau Kamo (версия с Лин Лин)“ (リンリン)
10. „Naichau Kamo (от „Hello! Project 2009 Winter Wonderful Hearts Kōen ~Kakumei Gannen~“)“ (... 「Hello! Project 2009 Winter ワンダフルハーツ公演～革命元年～」より)
11. „Renai Revolution 21 (от„Hello! Project 2009 Winter Wonderful Hearts Kōen ~Kakumei Gannen~“)“ (恋愛レボリューション21 ...)